# Dynamite out
『Dynamite out』（ダイナマイト・アウト）は、2005年8月17日に発売された東京事変のライブ映像集。発売元は東芝EMI/Virgin Music。

## 概要
2005年に行われた初のライブ・ツアー「東京事変 live tour 2005 “dynamite!”」より2月9日の名古屋センチュリーホール公演の模様を計24台のカメラでハイビジョン収録したライブDVD。1stアルバム『教育』収録曲を中心に椎名林檎のソロ曲やカバー曲など、CD未発表曲4曲を含む計25曲を収録している。オリコン・デイリー・チャートのDVD音楽部門（05/08/21付）で1位をマークした。 
本作の約1ヶ月前に先行ライブ・ビデオとして発売され『Dynamite in』と連動した漫画『UNDERGROUND LOVE下』をブックレットに収録（まんが：本秀康）。初回生産限定盤は“出入口ケース（Dynamite in & out）”仕様。

## 収録曲
全作詞：椎名林檎（注記を除く）
| #   | タイトル                                           | 作詞 | 作曲                      |
| --- | -------------------------------------------------- | ---- | ------------------------- |
| 1.  | 「林檎の唄」                                       |      | 椎名林檎                  |
| 2.  | 「入水願い」                                       |      | 椎名林檎                  |
| 3.  | 「遭難」                                           |      | 椎名林檎                  |
| 4.  | 「ダイナマイト」(作詞：Tom Glazer)                 |      | Mort Garson               |
| 5.  | 「ここでキスして。」                               |      | 椎名林檎                  |
| 6.  | 「顔」                                             |      | 晝海幹音                  |
| 7.  | 「if you can touch it」(作詞：晝海幹音)            |      | 晝海幹音                  |
| 8.  | 「母国情緒」                                       |      | 椎名林檎                  |
| 9.  | 「車屋さん」(作詞：米山正夫)                       |      | 米山正夫                  |
| 10. | 「月に負け犬」                                     |      | 椎名林檎                  |
| 11. | 「同じ夜」                                         |      | 椎名林檎                  |
| 12. | 「現実に於て」(インストゥルメンタル)               |      | H是都M                    |
| 13. | 「現実を嗤う」                                     |      | 椎名林檎                  |
| 14. | 「恋の売り込み」(作詞：Aaron Schroeder・Sid Wayne) |      | Aaron Schroeder Sid Wayne |
| 15. | 「スーパースター」                                 |      | 亀田誠治                  |
| 16. | 「透明人間」                                       |      | 亀田誠治                  |
| 17. | 「駅前」                                           |      | 椎名林檎                  |
| 18. | 「Σ ～ クロール」                                  |      | 椎名林檎                  |
| 19. | 「丸ノ内サディスティック」                         |      | 椎名林檎                  |
| 20. | 「その淑女ふしだらにつき」(作詞：Lorenz Hart)      |      | Richard Rodgers           |
| 21. | 「御祭騒ぎ」                                       |      | 椎名林檎                  |
| 22. | 「サービス」                                       |      | H是都M                    |
| 23. | 「群青日和」                                       |      | H是都M                    |
| 24. | 「心」                                             |      | 椎名林檎                  |
| 25. | 「夢のあと」                                       |      | 椎名林檎                  |

## 東京事変 live tour 2005 “dynamite!”

### ツアーの日程
|    | 公演日        | 都道府県 | 会場                     |
| -- | ------------- | -------- | ------------------------ |
| 1  | 2005年1月17日 | 愛媛     | 松山市民会館大ホール     |
| 2  | 2005年1月19日 | 広島     | 広島厚生年金会館         |
| 3  | 2005年1月21日 | 石川     | 石川厚生年金会館         |
| 4  | 2005年1月22日 | 京都     | 京都会館第一ホール       |
| 5  | 2005年1月25日 | 北海道   | 札幌市民会館             |
| 6  | 2005年1月27日 | 宮城     | 仙台サンプラザホール     |
| 7  | 2005年1月31日 | 大阪     | 大阪厚生年金会館         |
| 8  | 2005年2月1日  | 大阪     | 大阪厚生年金会館         |
| 9  | 2005年2月3日  | 福岡     | 福岡サンパレス           |
| 10 | 2005年2月4日  | 福岡     | 福岡サンパレス           |
| 11 | 2005年2月8日  | 愛知     | 名古屋センチュリーホール |
| 12 | 2005年2月9日  | 愛知     | 名古屋センチュリーホール |
| 13 | 2005年2月15日 | 東京     | 渋谷公会堂               |
| 14 | 2005年2月16日 | 東京     | 渋谷公会堂               |

### セットリスト
| 1. 林檎の唄 2. 入水願い 3. 遭難 4. ダイナマイト 5. ここでキスして。 6. 秘密 7. 顔 8. if you can touch it 9. 母国情緒 10. 車屋さん 11. 月に負け犬 12. 同じ夜 13. 現実に於いて 14. 現実を嗤う 15. 恋の売り込み 16. スーパースター | 1. 透明人間 2. 駅前 3. Σ 4. クロール 5. 丸ノ内サディスティック 6. その淑女ふしだらにつき 7. 御祭騒ぎ 8. サービス 9. 群青日和 アンコール 10. 心 11. 夢のあと アンコール2（2月16日） 12. 茎（STEM） |